# Поповщина (Шосткинский район)
Поповщина (укр. Попівщина) — село, Берёзовская сельская община, Шосткинский район, Сумская область, Украина.
Код КОАТУУ — 5921581904. Население по данным 1986 года составляло 20 человек.

## Географическое положение
Село Поповщина находится на расстоянии в 1 км от сёл Отрадное, Клочковка и Перше Травня. Рядом проходит автомобильная дорога М-02 (E 101).